# 28 травня
28 травня — 148-й день року (149-й у високосні роки) у григоріанському календарі. До кінця року залишається 217 днів.

## Свята і пам'ятні дні

### Міжнародні
- Міжнародний день дій з охорони жіночого здоров'я або Міжнародний день здоров'я жінок.(1987)
- День менструальної гігієни

### Національні
- Азербайджан: День Республіки Азербайджан — у 1918 р. проголошена Азербайджанська Демократична Республіка, перша (після Кримської Народної Республіки) парламентська республіка на мусульманському Сході, що проіснувала до квітня 1920 р.
- Україна: Всеукраїнський день краєзнавства — в Україні відзначається починаючи з 2017 року, цей день 1925 року вважається офіційною датою інституціоналізації вітчизняного краєзнавчого руху.

- Ефіопія: Національне свято Федеративної Демократичної Республіки Ефіопія. Національне свято (1991)
- Непал: Національне свято Федеративної Демократичної Республіки Непал. День Республіки (2008)
- Вірменія: День Першої Республіки у Вірменії.(1918)
- Хорватія: День збройних сил.
- Філіппіни: День національного прапора.
- США: Національний день грудинки.

### Релігійні
Православні:
- Преподобного Микити, сповідника, єпископа Халкидонського.
- Священномученика Євтихія, єпископа Мелітинського, мучениці Єликониди.
- Священномученика Елладія, єпископа.

### Іменини
✙ Православні: Микита 

✝  Католицькі: Еміль, Герман, Гнат, Марія, Віктор, Вільгельм

## Події
- 1742 — у Лондоні відкрився перший у світі критий плавальний басейн.
- 1812 — між Російською та Османською імперіями укладено Бухарестський мир.
- 1830 — Президент США Ендрю Джексон підписав Акт про виселення індіанців.
- 1905 — російсько-японська війна: розгром російського флоту в Цусімській битві.
- 1918 — Вірменія й Азербайджан проголосили державну незалежність.
- 1919 — почався літній наступ військ УНР на Галичині та Поділлі під час війни з більшовиками.
- 1923 — генеральний прокурор США оголосив, що жінки мають право носити штани де завгодно й коли їм це заманеться.
- 1925 — в місті Харкові розпочалася І Всеукраїнська конференція з краєзнавства, під час роботи якої було створено Український комітет краєзнавства.
- 1957 — у США заснована Національна академія грамзапису, що вручає одну з найпрестижніших премій у світі музики — «Греммі».
- 1959 — американські вчені провели успішний запуск в космос з поверненням двох мавп, Айбл та Бейкер на ракеті АМ-18.
- 1987 — німецький спортсмен-пілот Матіас Руст здійснив переліт з Гамбурга через Гельсінкі в Москву і приземлився на Красній площі, обійшовши всю систему протиповітряної оборони СРСР.
- 1985 — команда київське «Динамо» забила свій 2000-й гол у чемпіонатах СРСР.
- 1997 — в Києві голови урядів України й Росії підписали пакет документів про базування й розподіл Чорноморського флоту.

## Народились
Дивись також Категорія:Народились 28 травня
- 1660 — Георг I, англійський король (1714–1727)
- 1738 — Жозеф Гійотен, французький лікар, винахідник гільйотини
- 1779 — Томас Мур, ірландський поет
- 1860 — Йосип Олеськів, ініціатор масової трудової міграції українців до Канади в 1890-х роках
- 1877 — Максиміліан Волошин, поет і художник українського походження, перекладач, представник символізму й акмеїзму
- 1878 — Сергій Романович Миротворцев, видатний радянський хірург, академік АМН. Син директора Охтирської гімназії Романа Львовича Миротворцева, який попри заборони царського режиму дозволив гімназистам провести вечір пам'яті Т. Г. Шевченка і взяв у ньому участь, за що був звільнений.
- 1879 — Мілутін Міланкович, сербський цивільний інженер, кліматолог, геофізик, астроном і математик
- 1884 — Едвард Бенеш, чеський політик, президент Чехословацької Республіки (1935–1938, 1945–1948)
- 1888 — Ольга Водолажченко, українська історикиня, філологиня, архівістка
- 1906 — Ростислав Єндик, український антрополог, письменник, публіцист, журналіст, педагог, громадський і політичний діяч
- 1908 — Ян Флемінг, англійський письменник, літературний батько Джеймса Бонда
- 1944 — Руді Джуліані, американський юрист, підприємець і політик, мер Нью-Йорка (1994–2001)
- 1952 — Олександр Василенко, український соліст-вокаліст Національного ансамблю солістів «Київська камерата»
- 1968 — Кайлі Міноуг, австралійська акторка та співачка
- 1971 — Павло Гай-Нижник, український історик, поет, громадсько-політичний діяч
- 1972 — Олександр Положинський, український рок-співак і шоумен, лідер гурту «Тартак»
- 1974 — Ганс-Йорг Бутт, німецький футболіст
- 1985 — Колбі Калей, американська фольк-поп-співачка та автор пісень

## Померли
Дивись також Категорія:Померли 28 травня
- 1747 — Люк де Клап'є де Вовенарг, французький письменник-мораліст, філософ (* 1715)
- 1750 — Сакураматі, 115-й імператор Японії
- 1787 — Леопольд Моцарт, батько і вчитель В.-А.Моцарта
- 1805 — Луїджі Боккеріні, італійський композитор і віолончеліст
- 1843 — Ной Вебстер, американський філолог, автор Вебстерського словника
- 1849 — Анна Бронте, англійська письменниця, одна з трьох сестер Бронте, автор роману «Незнайомка з Вілдфел-Холу»
- 1916 — Іван Франко, один із найвизначніших духовних провідників України, письменник, вчений, громадсько-політичний діяч, публіцист.
- 1926 — Василь Яворський, український громадсько-політичний діяч, правник, видавець, депутат австрійського парламенту (1900–1907).
- 1947 — Любов Гаккебуш, українська драматична актриса, педагогиня, перекладачка
- 1949 — Антін Лотоцький, український громадський діяч, січовий стрілець, дитячий письменник, журналіст і видавець
- 1974 — Микола Анастазієвський, український художник, мистецтвознавець, педагог
- 2000 — Ігор Білозір, український композитор, лідер музичного гурту «Ватра» (помер від травм, завданих російськими шовіністами)